# Echinorhynchus jucundus
Echinorhynchus jucundus är en hakmaskart som beskrevs av Lauro Travassos 1923. Echinorhynchus jucundus ingår i släktet Echinorhynchus och familjen Echinorhynchidae. Inga underarter finns listade i Catalogue of Life.